# Banc dels Aliments de Barcelona
El Banc dels Aliments de Barcelona (en español: Banco de Alimentos de Barcelona) es una fundación creada en 1987 con el objetivo de recuperar aquellos alimentos que no son comercializables pero sí consumibles y distribuirlos entre las personas que los necesitan.

## Su finalidad
La actuación del Banc dels Aliments se basa en tres principios éticos: la lucha contra el hambre y el despilfarro, la primacía de la gratuidad y la seguridad de una distribución justa. Esta fundación recibe los excedentes de la industria alimentaria y los reparte entre más de 300 entidades del Área metropolitana de Barcelona especializadas en la ayuda a personas o familias en situación de pobreza.

## ¿Cómo actúa un banco de alimentos?
- Recoge alimentos que las empresas no pueden comercializar pero que son aptos para el consumo
- Reparte estos alimentos a entidades benéficas que asimismo los distribuyen entre personas necesitadas de la comunidad.
- Asegura que los alimentos lleguen a su destino final, garantizando una distribución justa.
- Se gestiona básicamente gracias a personas voluntarias que ofrecen parte de su tiempo a la captación y distribución de los alimentos.

## ¿De dónde proceden los alimentos?
- Principalmente de empresas alimentarias. Son productos perfectamente consumibles pero no comercializables por distintos motivos (falta de tiempo para su distribución, defectos de envasado, promociones obsoletas, etc.)
- De los fondos de excedentes alimentarios de la Unión Europea.
- De particulares que participan en las colectas que se organizan en hipermercados, escuelas y asociaciones.

## Objetivos
La Fundació Banc dels Aliments tiene como objetivo colaborar y apoyar la sostenibilidad, evitando la destrucción de alimentos aptos para el consumo para que se puedan canalizar hacia personas necesitadas de la propia comunidad. Si no se destruyen los alimentos y se aprovechan se logran varias ventajas: Eliminar costes directos de los stocks, minimizar el impacto medioambiental, obtener deducciones fiscales, actuar de forma responsable, incrementar el valor social del producto y de la empresa, etc. 

## Resultados
En el año 2006, se recuperaron 3.349.594 kg de alimentos, valorados en 9.500.693 euros. La distribución se hizo a 270 entidades que aglutinan un total de 49.629 personas. La actividad de las entidades y el sector de la población donde se incluye cada una de las personas determinan la asignación alimentaria de una forma objetiva.

## Entidades receptoras
- Parroquia Santa María Magdalena

- Datos: Q5717800